# Cerhava, Sambir
Cerhava (în ucraineană Черхава) este un sat în comuna Vilșanîk din raionul Sambir, regiunea Liov, Ucraina.

## Demografie
Componența lingvistică a localității Cerhava
     Ucraineană (99,26%)
     Alte limbi (0,18%)
Conform recensământului din 2001, majoritatea populației localității Cerhava era vorbitoare de ucraineană (99,26%), existând în minoritate și vorbitori de alte limbi.